# Trnovo (Słowacja)
Trnovo – wieś (obec) na Słowacji położona w kraju żylińskim, w okręgu Martin. Pierwsze wzmianki o miejscowości pochodzą z roku 1256.
Według danych z dnia 31 grudnia 2010, wieś zamieszkiwało 248 osób, w tym 119 kobiet i 129 mężczyzn.
W 2001 roku rozkład populacji względem narodowości i przynależności etnicznej wyglądał następująco:
- Słowacy – 99,52%